# Anacamptodes humaria
Anacamptodes humaria är en fjärilsart som beskrevs av Achille Guenée 1857. Anacamptodes humaria ingår i släktet Anacamptodes och familjen mätare. Inga underarter finns listade i Catalogue of Life.